# Matilda of Chester, Countess of Huntingdon
Matilda of Chester, Countess of Huntingdon (auch Maud de Kevelioc * 1171; † 6. Januar 1233), war eine anglonormannische Adlige.

## Leben
Sie war das älteste Kind des Hugh de Kevelioc, 3. Earl of Chester (Haus Conteville) aus dessen Ehe mit Bertrade de Montfort (Haus Montfort-l’Amaury). Ihr Vater starb 1181, als sie zehn Jahre alt war.
Matilda heiratete am 26. August 1190 den schottischen Prinzen David, Earl of Huntingdon (Haus Dunkeld), Sohn von Heinrich von Schottland und ein jüngerer Bruder der Könige Malcolm IV. und Wilhelm I. David war etwa zwanzig Jahre älter als Matilda. David und Matilda bekamen sieben Kinder:
- Margaret of Huntingdon (um 1194–nach 1. Juni 1233), ⚭ Alan, Lord of Galloway; das Paar bekam zwei Töchter, darunter Dervorguilla de Balliol;
- Robert of Huntingdon († jung);
- Ada of Huntingdon, ⚭ Sir Henry de Hastings; das Paar bekam einen Sohn, Henry de Hastings, 1. Baron Hastings;
- Matilda (Maud) of Huntingdon († nach 1219, ledig);
- Isobel of Huntingdon (1199–1251), ⚭ Robert de Brus, 4. Lord of Annandale; das Paar bekam zwei Söhne, darunter Robert de Brus, 5. Lord of Annandale, Großvater des schottischen Königs Robert the Bruce;
- John, Earl of Huntingdon, Earl of Chester (1207–1237), ⚭ Helen ferch Llywelyn; starb kinderlos;
- Henry of Huntingdon († jung).[2][5]

Ihr Ehemann David hatte vier uneheliche Kinder von verschiedenen Frauen.
Nach dem Tod ihres Bruders Ranulf de Blondeville, 4. Earl of Chester am 28. Oktober 1232 fiel Matilda der Anspruch auf die Ländereien von dessen Earldom of Chester zu. Am 21. November 1232 belehnte der König ihren Sohn John mit diesen Ländereien und verlieh ihm den Titel Earl of Chester.
Matilda starb am 6. Januar 1233 im Alter von etwa 62 Jahren. Ihr Ehemann war 1219 gestorben.